# Aufidena
Aufidena est un ancien centre samnite et plus tard un municipe romain. Elle correspond à l'actuelle Alfedena, province de L'Aquila dans les Abruzzes, .
L'historien Tite-Live raconte que la ville fut conquise par les Romains lors de la troisième guerre samnite en 298 av. J.-C. par le consul Cnaeus Fulvius Maximus Centumalus. Après la conquête romaine, elle devint un municipe dans la seconde moitié du Ier siècle av. J.-C. et ses citoyens furent enrôlés dans la tribu des Voltinia et faisaient partie de la « regio IV Sabina et Samnium », comme, par exemple, le décurion Pomponius Severus.

## Centre samnite
L'identification du centre cité par Tite-Live a longtemps été discutée (aux XVIIe et XVIIIe siècles, on croyait qu'il s'agissait d'Offida, dans la vallée du Tronto), sur la base d'un passage erroné du géographe Ptolémée, qui l'attribue aux samnites Caracènes Caraceni), tandis que Pline l'Ancien le renvoie aux samnites Pentres (Pentri), comme le confirment les découvertes épigraphiques.
L'ancien centre samnite est actuellement identifié grâce aux vestiges trouvés à Castel di Sangro à partir de la fin du XIXe siècle (d'abord par Antonio De Nino puis par Lucio Mariani) et dans les fouilles reprises à partir des années 1970.
Il s'agissait d'un complexe d'oppida (fortifications) qui contrôlait la haute vallée du Sangro et qui étaient destinés à abriter la population en cas de danger. Les oppida se regroupent donc autour d'un habitat fortifié qui prend un caractère urbain au moment de la conquête romaine.
Dans la localité de " Campo Dragone ", une vaste nécropole a été identifiée, avec des centaines de tombes, à proximité du fleuve Sangro. Les tombes, seulement partiellement étudiées, sont pour la plupart datables des VIe et Ve siècles av. J.-C., mais la nécropole était encore utilisée, avec des sépultures moins riches, aux IVe et IIIe siècles av. J.-C.. Les tombes sont disposées en cercle, reflétant probablement la subdivision dans les groupes nobles.
Des traces du principal établissement fortifié ont été conservées dans la « vallée de Curino », qui comprend deux sommets et une petite vallée entre eux. Il reste des parties des murs polygonaux en opus siliceum, un bâtiment public (appelé conventionnellement « Basilique ») et un petit temple. Les deux bâtiments remontent à une période postérieure à la conquête romaine.
Des murs de fortification ont également été trouvés dans la localité de " Civitalta ", sur un éperon rocheux dominant le village de Curino, et peut-être en référence à une phase plus ancienne. D'autres enceintes fortifiées de l'époque samnite ont également été retrouvées à Castel di Sangro et dans la localité « Selva di Monaco », près de son hameau de Roccacinquemiglia.
Les matériaux trouvés lors des fouilles des XIXe et XXe siècles avaient été conservés dans un musée établi à Castel di Sangro (Musée Civique Aufidenate), qui a cependant subi des vols et a été endommagé pendant la Seconde guerre mondiale : certains objets ont été détruits ou perdus. Avant l'inauguration du nouveau siège du musée en 1999, certains objets étaient exposés dans un emplacement temporaire du Musée Civique "A. De Nino" à Alfedena.

## Municipe romain
Les découvertes épigraphiques (dédicaces de statues honorifiques dans le forum de la ville des Aufidenates) ont permis d'identifier la commune romaine du Ier siècle av. J.-C. avec Castel di Sangro, qui s'est transformée d'un oppidum en un véritable centre urbain.
Au moment de la création du municipe, on a également construit un pont qui traversait la rivière Sangro, ce qui a certainement favorisé son développement, aux dépens de l'établissement samnite de la vallée du Curino, qui a survécu comme vicus (établissement mineur).
Le diocèse d'Aufidena, qui était basé dans la commune romaine, fut cependant transféré, peut-être à la fin du Ve siècle, au centre habité né à proximité de l'ancienne colonie samnite, l'actuelle Alfedena. Le diocèse a ensuite été supprimé.
En 568, comme en témoigne Paul Diacre, la ville faisait déjà partie du duché de Bénévent.